# Potres u Garganu 1627.
Potres u Garganu 1627. godine pogodio je Gargano i dio Tavolierea, u južnoj Italiji, oko podneva 30. srpnja 1627. godine. "Vrlo veliki potres" izazvao je veliki tsunami, najveći seizmički događaj ikada zabilježen u regiji Gargano, koji je "proizveo ozbiljnu štetu na cijelom poluotoku", ubivši oko 5000 ljudi. Dokumentirana su četiri naknadna potresa. Najveća oštećenja zabilježena su između San Severa i Lesine.
Neki izvori opisuju veliki potres u Napulju 1626., ali drugi tvrde da su to pogrešni izvještaji o događaju iz 1627.